# Dejan Petrovič
Dejan Petrovič (Rače, 12. siječnja 1998.) slovenski je nogometaš i reprezentativac koji igra na poziciji veznjaka. Trenutačno igra za Rijeku.

## Vanjske poveznice
- Profil, Hrvatski nogometni savez
- Profil, Slovenski nogometni savez
- Profil, Transfermarkt